# Pilot (construcție)
În construcție, un pilot reprezintă un stâlp de lemn, oțel sau beton (armat), fixat în pământ, vertical, pentru a transmite la stratele de teren rezistent greutatea construcțiilor de deasupra sau pentru a consolida terenul.
După modul de execuție, piloții se clasifică în piloți prefabricați și piloți executați pe loc.
Metodele cunoscute pentru înfigerea piloților prefabricați sunt: baterea, vibrarea, presarea și înșurubarea. Cel mai răspândit procedeu este înfigerea prin batere.